# Instrumental
Instrumental (lat. instrumentum = sredstvo) posljednji je padež u hrvatskom jeziku, odgovara na pitanje (s) kim(e)? čim(e)? i ovisi o glagolu, pridjevu, imenici i prijedlogu.

## Uporaba instrumentala
Instrumental bez prijedloga u rečenici označava:
- neizravni objekt

Zagrebom dominiraju zgrade.
- priložna oznaka mjesta

Širio se glas o pobjedi našim selom.
- priložna oznaka vremena

Bio je tamo godinama.
- atribut

Za rukovanje tim računalom potrebno je predznanje.
- pridjevna dopuna

Hrvatska se diči morem.
- dio imenskog predikata, uz glagole biti, postati, činiti se, zvati, smatrati... i njihove izvedenice i ostale oblike

Zvali smo je lijepom vilom.
Postao je učiteljem.
Instrumental s prijedlogom može biti:
- priložna oznaka društva

Hodao sam s Robertom.
- priložna oznaka načina

Dočekao me sa smiješkom.
- priložna oznaka mjesta

Auto je bio parkiran pred crkvom.
- priložna oznaka vremena

S vremenom se sve otkrilo.
- priložna oznaka uzroka

Zamislio se nad njezinim postupcima.
- atribut

Bila je to kuća sa zelenim krovom.
- prijedložni objekt

Odugovlačio je s rješenjem na postavljeni zadatak.

## Vrste instrumentala

### Instrumental sredstva
Instrumental sredstva označava radnju koja se događa uz pomoć nekog predmeta:
Vozio se autom.

### Subjektni instrumental
Subjektni instrumental označava sredstvo koje je ujedno i pasivan uzročnik radnje:
Svi su bili prožeti vjerom.

### Predikatni instrumental
Predikatni instrumental dolazi uz glagole biti, postati, činiti se, zvati, smatrati... i izvedenice
Nazvao me magarcem.

### Prostorni instrumental
Prostorni instrumental ili prosekutiv označava mjesto na kojemu se odvija neka dinamična radnja poput kretanja:
Hodao sam sunčanom stranom ulice.

### Vremenski instrumental
Vremenski instrumental označava vrijeme neke radnje:
Ne radimo nedjeljom i blagdanom.

### Instrumental daljeg objekta
Instrumental daljeg objekta dopunjuje neke glagole koji u tim konstrukcijama dolaze uz ovaj padež:
Bavio se matematikom.

### Instrumental podrijetla
Instrumental podrijetla ili ablativni instrumental govori o podrijetlu koga ili čega:
Bogoslav Šulek bio je rodom Slovak, a srcem Hrvat.

### Instrumental osnovne osobine
Instrumental osnovne osobine govori o nekoj osobini imenske riječi, najčešće subjekta, koja se veže uz predikat:
Govornikom postaješ, a pjesnikom se rađaš.

### Pridjevski instrumental
Pridjevski instrumental dolazi kao dopuna pridjevima:
Blago siromasima duhom.

## Instrumental s prijedlozima
Prijedlozi uz instrumental:
s(a), pred, za, nad(a), pod(a), među

Neki se prijedlozi koriste i u akuzativu, ali samo ako označavaju dinamičan odnos:
Akuzativ: Lopta je otišla pod stol.
Instrumental: Lopta je pod stolom.

Nepravilno je za instrumental sredstva koristiti instrumental društva:
Putovao sam s vlakom. →  Putovao sam vlakom.
Jeo sam s vilicom. →  Jeo sam vilicom.

Instrumental karakteristične pojedinosti rijedak je jer je zamnjenjiv genitivom s atributom ako je riječ o čemu živome (mačka zelenih očiju), a u posljednje doba češće je predikatno ime u instrumentalu.